# Гудков, Дмитрий Иванович (генерал-майор)
Дмитрий Иванович Гудков (7 ноября 1895 года, дер. Троицкое, Грязовецкий уезд, Вологодская губерния — 22 ноября 1960 года, Солнечногорск, Московская область) — советский военный деятель, генерал-майор (7 октября 1941 года).

## Начальная биография
Дмитрий Иванович Гудков родился 7 ноября 1895 года в деревне Троицкое ныне Грязовецкого района Вологодской области.
С октября 1910 года работал слесарем-монтёром на прядильно-ткацкой фабрике Корзинкина в Ярославле.

## Военная служба

### Первая мировая и гражданская войны
7 августа 1915 года призван в ряды Русской императорской армии и направлен в Николаевский 254-й пехотный полк (64-я пехотная дивизия), после чего рядовым и младшим унтер-офицером принимал участие в боевых действиях на Западном фронте.
После Октябрьской революции Д. И. Гудков вернулся на родину, где 17 ноября 1917 года вступил в красногвардейский отряд при прядильно-ткацкой фабрике в Ярославле. Вскоре перешёл в Ярославский губернский отряд Красной гвардии, после чего принимал участие в борьбе с контрреволюцией и саботажем.
15 марта 1918 года призван в ряды РККА и направлен в 1-й советский полк, дислоцированный в Ярославле. В августе того же года переведён в 57-й маршевый батальон, в составе которого вскоре принимал участие в подавлении восстания на территории Красно-Палемской волости (Елецкий уезд). Вскоре полк был передислоцирован на Южный фронт.
В мае 1919 года Д. И. Гудков назначен на должность командира роты в составе 3-го Киевского крепостного полка (Киевская крепостная бригада, Южный фронт), после чего принимал участие в боевых действиях против войск под командованием генерала А. И. Деникина в районе Киева. В сентябре переведён на должность помощника командира отряда в составе 35-го батальона корпуса ВЧК по охране железных дорог.
В мае 1920 года направлен на учёбу на 2-е Московские пехотные командные курсы. В марте 1921 года Д. И. Гудков в составе батальона курсантов этих курсов принимал участие в подавлении Кронштадтского восстания, а в период с декабря 1921 по март 1922 года в составе сводной бригады — в ходе Второй советско-финская войны на территории Советской Карелии.

### Межвоенное время
В августе 1922 года окончил 2-е Московские пехотные командные курсы и направлен в 19-ю стрелковую дивизию (Московский военный округ), дислоцированную в Воронеже, где назначен на должность командира взвода, затем — на должность помощника командира роты в составе 56-го стрелкового полка, а в мае 1924 года — на должность командира роты в составе 57-го стрелкового полка. В октябре 1924 года направлен на учёбу на курсы «Выстрел», после окончания которых в августе 1925 года вернулся в 57-й стрелковый полк, где служил на должностях ответственного секретаря партбюро и начальника полковой школы.
В мае 1928 года направлен на учёбу в Военную академию имени М. В. Фрунзе, которую окончил в мае 1931 года по 1-му разряду и назначен на должность начальника 1-й части штаба 2-й стрелковой дивизии (Белорусский военный округ), дислоцированной в Минске. В декабре 1933 года направлен на учёбу оперативный факультет Военной академии имени М. В. Фрунзе, после окончания которого в июле 1934 года вернулся на прежнюю должность во 2-й стрелковой дивизии, а в период с ноября 1934 по январь 1935 года исполнял должность начальника штаба этой же дивизии.
В марте 1935 года Д. И. Гудков переведён в Генштаб РККА, где назначен на должность помощника начальника, в августе 1937 года — на должность начальника 2-го отделения 1-го отдела, а в феврале 1938 года — на должность начальника 2-го отдела.
4 мая 1939 года переведён заместителем начальника штаба Северокавказского военного округа, в октябре 1940 года — преподавателем кафедры общей тактики Военной академии имени М. В. Фрунзе, а 5 апреля 1941 года — начальником штаба 44-й стрелковой дивизии (13-й стрелковый корпус, 12-я армия, Киевский военный округ).

### Великая Отечественная война
С началом войны дивизия принимала участие в боевых действиях в ходе приграничного сражения в районе южнее города Станислав, а во второй половине июля — в окружении на уманском направлении. После выхода из окружения с августа 1941 года комбриг Д. И. Гудков командовал особой группой Резервной армии Южного фронта в районе Днепропетровска, а также отдельным полком 12-й армии на Днепре между Днепропетровском и Запорожьем.
30 сентября 1941 года назначен на должность командира 261-й стрелковой дивизии, которая находилась на переформировании в Ворошиловграде и в ноябре была передислоцирована в район Первомайска, где вела оборонительные боевые действия в районе Краматорска, а с 22 ноября участвовала в ходе Ростовской наступательной операции, во время которой освободила 28 населённых пунктов. 3 декабря за допущенные просчёты в управлении частями и большие потери генерал-майор Дмитрий Иванович Гудков был освобождён от занимаемой должности и 26 декабря назначен на должность командира 263-го стрелкового полка (51-я стрелковая дивизия), после чего принимал участие в боевых действиях в ходе Барвенково-Лозовской наступательной операции. С февраля 1942 года исполнял должность заместителя командира 51-й стрелковой дивизии.
С 13 марта 1942 года находился в распоряжении Военного совета Северокавказского военного округа и в том же месяце был направлен на Крымский фронт с целью назначения на должность командира дивизии, однако по прибытии заболел и 6 апреля направлен в краснодарский госпиталь. После выздоровления 9 июня назначен на должность начальника Краснодарского пехотного училища, а в августе — на должность начальника отдела укомплектования штаба Сталинградского фронта, после чего принимал участие в ходе Сталинградской битвы. 15 января 1943 года переведён на должность командира 37-й запасной стрелковой бригады (Приволжский военный округ), дислоцированной в Пензе, а в мае того же года — на должность преподавателя кафедры общей тактики Военной академии имени М. В. Фрунзе.
С мая 1944 года находился в распоряжении Главного управления кадров НКО и в июне направлен на 1-й Белорусский фронт, где был назначен на должность заместителя командира 247-й стрелковой дивизии, находясь на которой, во время Белорусской наступательной операции по приказу командира 61-го стрелкового корпуса был назначен командиром передового отряда от дивизии. В августе генерал-майор Д. И. Гудков отстранён от занимаемой должности, зачислен в распоряжение Военного совета 69-й армии с преданием суду Военного трибунала и приговором Военного трибунала 2-го Белорусского фронта от 8 октября 1944 года осуждён на 7 лет ИТЛ с отсрочкой исполнения до окончания военных действий.
5 ноября 1944 года назначен на должность командира 321-го стрелкового полка в составе 15-й стрелковой дивизии, которая вела оборонительные боевые действия на плацдарме на реке Нарев, с которого в январе 1945 года дивизия перешла в наступление и принимала участие в ходе Млавско-Эльбингской наступательной операции, а также в форсировании Вислы. С февраля 1945 года находился на лечении по болезни в госпитале и санатории.

### Послевоенная карьера
После выздоровления с июля 1945 года состоял в распоряжении Военного совета Северной группы войск и Главного управления кадров НКО и 31 октября того же года назначен на должность преподавателя тактики курсов «Выстрел».
Генерал-майор Дмитрий Иванович Гудков 24 марта 1948 года вышел в запас. Умер 22 ноября 1960 года в Солнечногорске Московской области.

## Воинские звания
- Полковник;
- Комбриг (25 апреля 1940 года);
- Генерал-майор (7 октября 1941 года).

## Награды
- Орден Ленина (30.04.1945);
- Орден Красного Знамени (21.02.1945);
- Медали.